# ヌウアヌパリ・ルックアウト

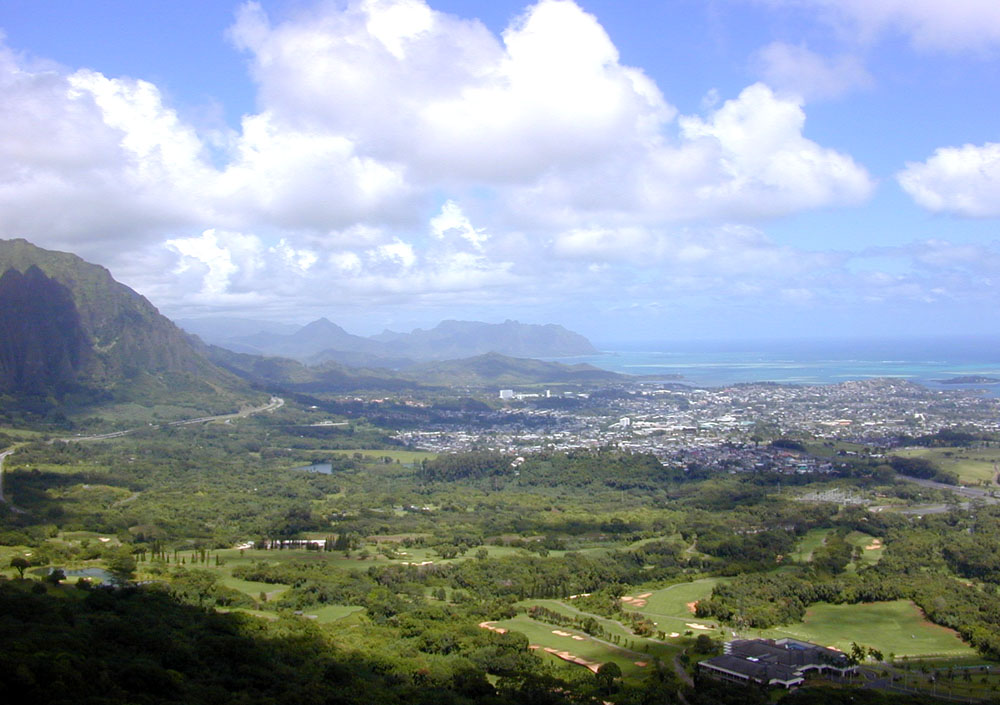
ヌウアヌパリ・ルックアウトからカネオヘと太平洋を見下ろす

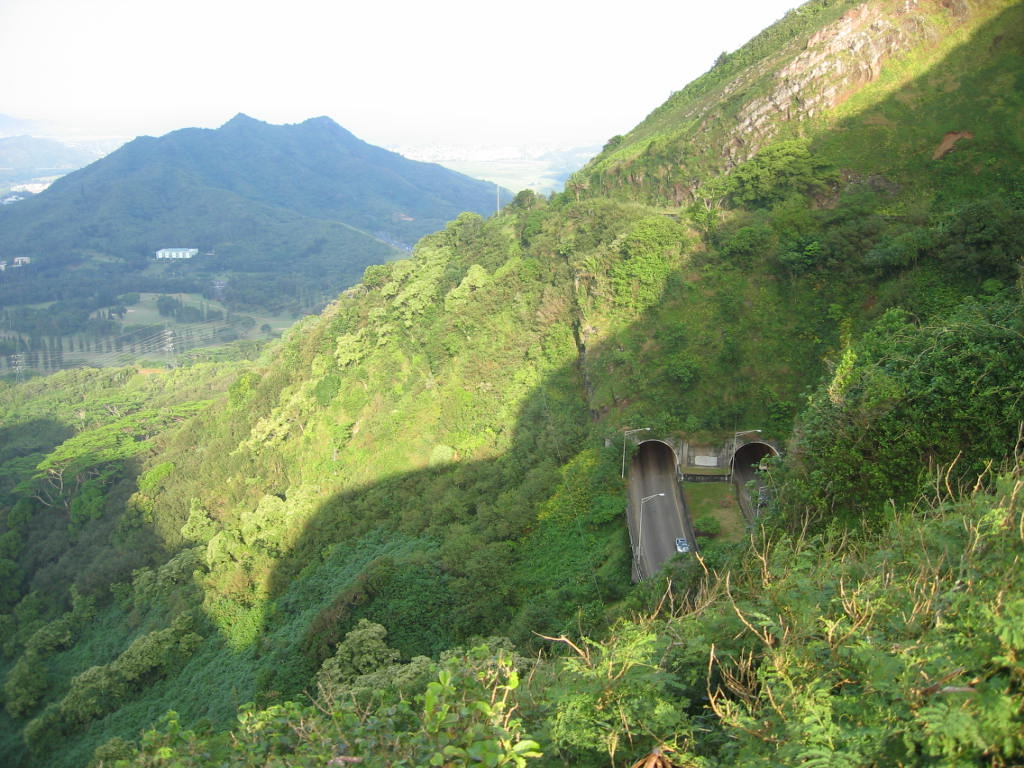
ヌウアヌパリ・トンネル

ヌウアヌパリ・ルックアウト（英語: Nu'uanu Pali Lookout or State Wayside）はアメリカ合衆国ハワイ州オアフ島の東北部にある見晴台である。

## 概要
ヌウアヌパリ・ルックアウトはオアフ島の東北部にある見晴台で、コオラウ山脈中の峠に当たり、近くをハワイ州道61号（en:Hawaii Route 61）がトンネルで貫通している。風上側のカイルアとカネオヘと太平洋を見下ろすこの見晴台は、背後の風下側にあるホノルルとを結ぶ旧パリ道路（Old Pali Road）の峠に当たっていた。 カメハメハ大王の1795年のオアフ島侵略の時に戦場になり、オアフ軍をヌウアヌパリの断崖に追い詰めて、300メートルもの崖下へ突き落したという。